# Adolf Kainz
Adolf „Adi” Kainz (ur. 5 czerwca 1903 w Linzu, zm. 12 lipca 1948) – austriacki kajakarz. Złoty medalista olimpijski z Berlina.
Zawody w 1936 były jego jedynymi igrzyskami olimpijskimi. Złoto zdobył w kajakowej dwójce na dystansie 1000 metrów. Partnerował mu Alfons Dorfner. W 1938 był brązowym medalistą mistrzostw świata w dwójce na dystansie 10 000 metrów. Był wówczas, po Anschlussie, reprezentantem III Rzeszy (Niemiec).